# 呂号第六十三潜水艦
| 画像をアップロード |                                                                |
| 艦歴               |                                                                |
| 計画               | 大正12年度艦艇補充計画                                         |
| 起工               | 1923年4月2日                                                   |
| 進水               | 1924年1月24日                                                  |
| 就役               | 1924年12月20日                                                 |
| 除籍               | 1945年11月20日                                                 |
| その後             | 1946年5月 伊予灘で海没処分                                     |
| 性能諸元           |                                                                |
| 排水量             | 基準：988トン 常備：1,060.3トン 水中：1,301トン                |
| 全長               | 76.20m                                                         |
| 全幅               | 7.38m                                                          |
| 吃水               | 3.96m                                                          |
| 機関               | ヴィッカース式ディーゼル2基2軸 水上：2,400馬力 水中：1,600馬力 |
| 速力               | 水上：15.7kt 水中：8.6kt                                       |
| 航続距離           | 水上：10ktで5,500海里 水中：4ktで80海里                        |
| 燃料               | 重油                                                           |
| 乗員               | 48名                                                           |
| 兵装               | 40口径8cm単装砲1門 53cm魚雷発射管 艦首6門 魚雷12本             |
| 備考               | 安全潜航深度：60m                                              |

呂号第六十三潜水艦（ろごうだいろくじゅうさんせんすいかん）は、日本海軍の潜水艦。呂六十型潜水艦（L4型）の4番艦。当初の艦名は第八十四潜水艦。

## 艦歴
- 1923年（大正12年）4月2日 - 三菱神戸造船所で起工。当初の艦名は第八十四潜水艦。
- 1924年（大正13年）1月24日 - 進水
  - 11月1日 - 呂号第六十三潜水艦に改名。
  - 12月20日 - 竣工。
- 1925年（大正14年）4月30日 - 呂64と共に第24潜水隊を編制[2]。
- 1929年（昭和4年）3月10日 - 予備艦となる[2]。
- 1932年（昭和7年）12月1日 - 予備艦となる[2]。
- 1938年（昭和13年）6月1日 - 艦型名を呂六十型に改正[3]。
- 1939年（昭和14年）11月15日 - 第33潜水隊に編入。潜水学校練習艦となる[2]。
- 1941年（昭和16年）12月8日 - 第7潜水戦隊第33潜水隊所属として、クェゼリンを出航[4]
  - 12月14日 - ハウランド島方面における監視任務に従事[4]。
  - 12月19日 - クェゼリン着[4]。
- 1942年（昭和17年）1月7日 - クェゼリン出航。トラックを経由して、ラバウル攻略戦において、セント・ジョージ岬南方の哨戒任務に従事[4]。
  - 1月29日 - トラック着[4]。
  - 2月18日 - トラック出航。マーシャル諸島方面で活動[4]。
  - 2月23日 - ポナペ着[4]。
  - 2月24日 - ポナペ出航。横舵が故障し、ビキニへ航行[4]。
  - 3月1日 - ビキニ出航。再び横舵が故障[4]。
  - 4月3日 - 舞鶴着[4]。
  - 6月5日 - 舞鶴出航。サイパン、トラック方面で活動[4]。
  - 7月4日 - 横須賀着[4]。
  - 7月14日 - 第5艦隊に編入[4]。
  - 7月24日 - 北方に派遣となり横須賀を出港[4]。
  - 8月4日 - キスカ島に到着。以後、9月まで同方面で活動[2][4]。
  - 10月5日 - 舞鶴着[4]。
  - 11月6日 - 舞鶴を出港。8日、呉着。練習艦となる[4]。
- 1945年（昭和20年）4月10日 - 佐世保を出港。奄美大島において特殊潜航艇「蛟竜」の母艦となる[4]。
  - 8月15日 - 終戦時は舞鶴に所在[5]。
  - 11月20日 - 除籍
- 1946年（昭和21年）5月 - 米軍により伊予灘にて海没処分[2]。

## 歴代艦長
※『艦長たちの軍艦史』464-465頁による。階級は就任時のもの。

### 艤装員長
- 平岡粂一 少佐：1924年10月20日 - 12月20日

### 艦長
- 平岡粂一 少佐：1924年12月20日 - 1925年12月1日
- 香宗我部譲 少佐：1925年12月1日 - 1926年8月4日[6]
- 関野明 少佐：1926年8月4日[6] -
- 伊藤尉太郎 少佐：1928年1月15日 - 1929年3月10日
- （兼）溝畠定一 大尉：1929年3月10日[7] - 1929年6月29日[8]
- 中岡信喜 大尉：1929年6月29日 -
- 大竹寿雄 少佐：1929年11月30日 - 1931年12月1日
- 清水太郎 大尉：1931年12月1日 - 1934年3月20日[9]
- 山田隆 少佐：1934年3月20日 - 1935年2月28日
- 大谷清教 少佐：1935年2月28日[10] - 1936年2月15日[11]
- 山田薫 大尉：1936年2月15日 - 1937年3月20日[12]
- 稲葉通宗 少佐：1937年3月20日 - 1937年7月31日[13]
- 横田稔 少佐：1937年7月31日 - 1937年11月15日[14]
- 花房博志 少佐：1937年11月15日 - 1938年3月19日[15]
- 稲葉通宗 少佐：1938年3月19日 - 1938年12月15日[16]
- 矢島安雄 少佐：1938年12月15日 - 1939年9月1日[17]
- 田上明次 少佐：1939年9月1日 - 1939年11月20日[18]
- 大平政二郎 少佐：1939年11月20日 - 1940年3月20日[19]
- 井筒紋四郎 大尉：1940年3月20日 - 1940年10月15日[20]
- 日下敏夫 少佐：1940年10月15日 - 1942年2月10日[21]
- 長井勝彦 少佐：1942年2月10日 -
- 南部伸清 大尉：1942年10月15日 -
- 近藤文武 大尉：1943年3月16日 -
- 鈴木勝人 大尉：1943年12月20日 -
- （兼）大谷清教 大佐：1944年2月23日 -
- 竹間忠三 大尉：1944年4月30日 -
- 是枝貞義 大尉：1944年8月5日 -
- 中島万里 大尉：1944年8月20日 -
- 今西三郎 大尉：1944年11月6日 -
- 武富邦夫 少佐：1945年7月30日 -